# Беззливкове вальцювання
Беззли́вкове вальцюва́ння — процес, при якому металеву стрічку (заготовку) виготовляють безпосередньо з рідкого металу, залитого у простір між горизонтальними валками, що обертаються назустріч один одному. Проходячи між валками, метал повністю або частково твердіє, набуваючи форми міжвалкової щілини. 
В СРСР розроблено придатний для практичного застосування спосіб беззливкового вальцювання чавуну. За схемою А. В. Улітовського — Є. Г. Ніколаєнка (Сталінська премія, 1951) рідкий чавун, проходячії між валками, кристалізується у вигляді тонких поверхневих плівок, які зварюються під невеликим тиском (1—2 кг на 1 подовжинний сантиметр ширини стрічки). Таким методом виготовляють чавунні листи товщиною 1 мм, шириною до 1 000 мм і довжиною кілька метрів. В СРСР працює близько 40 устав беззливкового вальцювання чавуну (1959). Піддаючи чавунні листи гарячому і холодному вальцюванню, значно поліпшують якість їхньої поверхні і їх механічні властивості. Українські вчені розробили спосіб беззливкового вальцювання сталевих листів, що є значним досягненням в галузі прокатного виробництва.